# Deauville Asian Film Festival
Asian Film Festival (Festival du film asiatique de Deauville) är en filmfestival som årligen hålls i Deauville i Frankrike sedan starten 1999. 
Festivalen fokuserar på asiatisk film och började dela ut priser år 2000. 